# みなとシティバレエ団
SAJみなとシティバレエ団（エスエージェイみなとシティバレエだん）は、東京都港区芝に本拠を置くバレエ団。2019年4月設立。芸術振興団体The Society for Arts in Japanの傘下団体で、代表理事は岡脇柚太加。

## 沿革
2018年、東京都港区で発足。
2019年9月5日から13日にかけてクラシックバレエ「シンデレラ」を無償上演し、総観客数1万5,000人を記録した。

## 主なダンサー・スタッフ（2020年11月現在）
ダンサー
- 岡脇柚太加
- 千葉美南海
- 寺戸麻子

スタッフ
- 後藤奈津子